# Seznam čeških izumiteljev
Seznam čeških izumiteljev.

## D
- Václav Prokop Diviš
- August Dvorak

## K
- Václav Král (?)
- František Křižík

## L
- Drahoslav Lím

## P
- Ivan Puluj (Ukrajinec)

## R
- Josef Ressel

## Š
- Ivan Šolc

## W
- Otto Wichterle

## Z
- Paul Zamecnik
- John Zeleny